# Lodervièla
Lodervièla (en francès Loudervielle) és un municipi francès situat al departament dels Alts Pirineus i a la regió d'Occitània. Limita al nord amb Mont, al nord-est amb Portèth de Luishon, a l'est amb Garin, a l'est amb Guaus de Larbost, al sud amb Gèrm, al sud-oest amb Lodenvièla i al nord-oest amb Estarvièla i Armentèula

## Demografia
| 1962                                       | 1968 | 1975 | 1982 | 1990 | 1999 | 2007 |
| ------------------------------------------ | ---- | ---- | ---- | ---- | ---- | ---- |
| 45                                         | 47   | 47   | 55   | 41   | 42   | 51   |
| Des de 1962: població sense dobles comptes |      |      |      |      |      |      |

## Administració
| Període | Identitat    | Partit |
| ------- | ------------ | ------ |
| 2008-   | Patrick Came |        |